# Lycinaïs Jean
Pour les articles homonymes, voir Jean.
Lycinaïs Jean (prononcé [dʒin]) est une chanteuse et guitariste autodidacte, d'origine guadeloupéenne et martiniquaise.

## Biographie
Lycinaïs Jean naît Lydie Ciredem dans une famille de musiciens. 
Dès l'âge de 10 ans, elle fait ses premiers accords sur une guitare offerte par son grand-père lui-même guitariste. Plus tard elle s’intéresse à d'autres instruments tels que la batterie et le clavier. Adolescente, elle devient guitariste du groupe Swing 7 de son parrain. Le groupe se produit dans des banquets et interprète des tubes de zouk, de variétés françaises, mais aussi de leurs compositions. 
Mais c'est via les réseaux sociaux que Lycinaïs Jean se fait connaître du grand public avec des reprises de divers artistes notamment Patrick Saint-Eloi et E.sy Kennenga.
Elle sort son premier single en 2014, Aimer, qui connaît un succès tant en Guadeloupe qu'en métropole.
Ensuite, elle se produit notamment en France en faisant la première partie du concert d'Admiral T au Zénith de Paris, puis celle de Erik Pédurand lors de son concert au Canal 93 en novembre 2016, à Bobigny.  
En 2015, elle sort le titre et le clip Mwen Enme'w, où elle parle de son amour pour les femmes. Si la chanson raconte une histoire d'amour assez générique, le clip montre spécifiquement une relation lesbienne.
Elle écrit plusieurs singles en 2015 et 2016 : Sex Therapy, Entre Nous, avant de sortir son premier album avec Melmax Music en 2017, intitulé Lycinaïs Jean.
En 2018, elle fait les chœurs sur la chanson Paradisier de Gérard Manset.
Elle se produit dans plus de 160 concerts entre 2018 et 2020.
Son deuxième album, Mèch' Rebel, sort le 11 décembre 2020. Elle y chante exclusivement en français et non en créole, pour toucher une audience plus large.
En 2021, elle fait une tournée aux Antilles (Guadeloupe et Martinique) et se produit également à l'Institut du monde arabe à Paris.

## Discographie

### Singles
- 2014 : Aimer
- 2015 : Mwen enmew
- 2016 : Siren (feat. Keros-n)
- 2016 : Entre nous
- 2017 : Je veux rester
- 2017 : Je suis condamnée
- 2018 : Parfait tourment
- 2019 : Mayday
- 2019 : Marina
- 2020 : Au nom de l'amour
- 2020 : Tout est flou
- 2020 : Re(Confinement) (feat. Lorenz & Nesly)
- 2021 : Yuh body
- 2021 : Tonbé ajounou
- 2022 : Blablabla (feat. Vj Ben & T kimp Gee)
- 2022 : Nous deux (feat. Lorenz)
- 2022 : Le vide
- 2022 : Mon péché (feat. Léa Churros)

## Récompenses
- Hit Lokal Awards 2015: Soul & Traditionnel
- Hit Lokal Awards 2017: Zouk Féminin
- Hit Lokal Awards 2018: Zouk Féminin
- Hit Lokal Awards 2019: Premier Album

En 2021, Lycinaïs Jean reçoit le Trophée d'argent de YouTube pour sa fidélité et avoir cumulé plus de cent mille abonnements sur sa chaîne.